# María Claudia Falcone

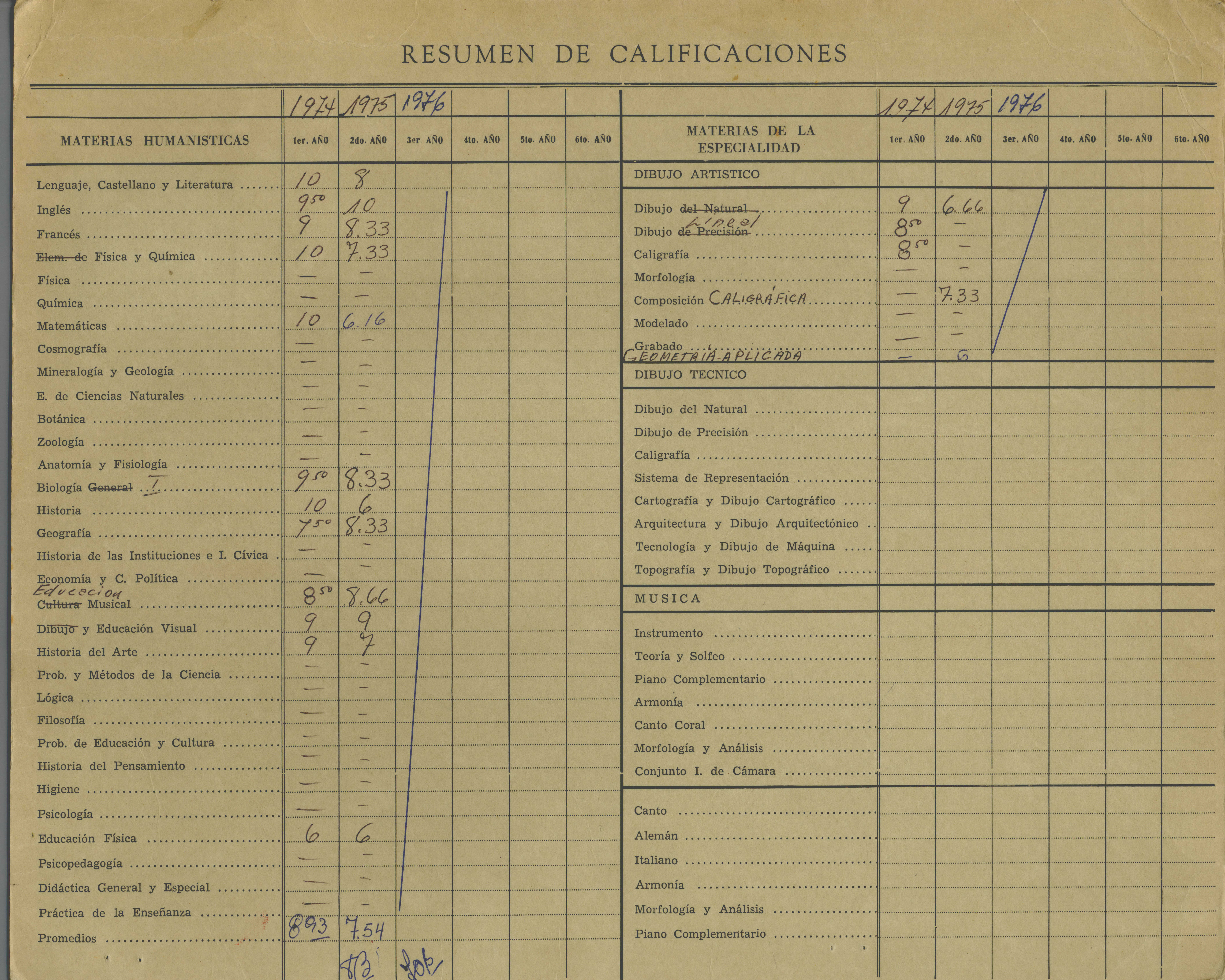
Boletín de calificaciones.

María Claudia "Nucha" Falcone (La Plata, Argentina, 16 de agosto de 1960 - enero de 1977) fue una de las estudiantes secundarias que, habiendo militado por el derecho al uso del boleto escolar, entre otros pedidos, resultó desaparecida el 16 de septiembre de 1976 en la Noche de los Lápices, durante la dictadura militar autodenominada Proceso de Reorganización Nacional, en la ciudad de La Plata.

## Biografía
Militaba en la Unión de Estudiantes Secundarios (UES) y realizó sus estudios primarios cerca de su casa, en la entonces Escuela Normal N.º 3 "Francisco Aberra", de la calle 8 entre 57 y 58.
En 1974 ingresó al Bachillerato del Bellas Artes (colegio dependiente de la Universidad Nacional de La Plata), que quedaba a una cuadra y media de su casa; en ese colegio fue elegida delegada de su curso. 
En 1975 luchó junto a miles de estudiantes de La Plata, por la obtención del boleto estudiantil secundario. Lo hacía en  solidaridad hacia los chicos de escasos recursos económicos que vivían lejos y que necesitaban ayuda. También para que el boleto quedara para futuras generaciones, ya que Claudia decía que: "aunque el boleto no lo consigamos para nosotros quedará para futuros estudiantes".
Así, luego de asambleas, de repartir volantes, de petitorios e incluso una manifestación frente al Ministerio de Obras Públicas donde se congregaron estudiantes de casi todos los colegios secundarios de La Plata, y donde fueron reprimidos por fuerzas de seguridad y de infantería, finalmente se logró la obtención del boleto estudiantil. El 24 de marzo de 1976 una nueva dictadura militar irrumpió en la Argentina. 
En la madrugada del 16 de septiembre Claudia fue secuestrada del departamento de su tía abuela junto a su amiga María Clara Ciocchini (de 18 años) que era oficial de la organización Montoneros y superior jerárquica de María Claudia, que en ese momento era aspirante en dicha organización. Hacía sólo un mes que había cumplido 16 años. 
Esa misma noche también secuestraron a otros jóvenes que habían participado en la manifestación por obtener el boleto estudiantil, entre los que se encontraban Horacio Úngaro, Daniel Racero, Francisco López Muntaner y Claudio De Acha, todos ellos de entre 16 y 18 años y amigos de Claudia. Este episodio es recordado como La Noche de los Lápices. 
Luego, Claudia fue trasladada a un centro clandestino de detención llamado Pozo de Arana (o destacamento de Arana) ubicado en calle 137 esquina 640, La Plata. El 23 de septiembre la trasladaron a otro centro clandestino, el Pozo de Banfield (sito en la Brigada de Investigaciones de Banfield) ubicado en las calles Siciliano y Vernet. María Claudia Falcone continúa desaparecida. Fue vista por última vez por Pablo Díaz, el día 28 de diciembre del mismo año en Banfield, y a partir de allí su destino es incierto. 

### Familia
Su padre Jorge Ademar Falcone fue el primer Subsecretario de Salud Pública (1947-1950), intendente de la ciudad de La Plata (1949-1950) y senador provincial (1950-1952) durante el gobierno de Juan Domingo Perón. Su madre Nelva Alicia Méndez de Falcone, hija del escritor Délfor Méndez, era maestra en escuelas de bajos recursos. Claudia y su familia vivían en una casa de La Plata cerca de la Plaza Dardo Rocha.

## Homenajes
- Tiene una canción dedicada exclusivamente a ella llamada Diari Perduti. La canción la interpreta la banda italiana Talco.
- Fue declarada "Socia Honoraria" del Club de Gimnasia y Esgrima La Plata.
- Lleva su nombre la escuela de enseñanza secundaria N°7 ubicada en el barrio de Palermo.[7][8]
- Lleva su nombre la primera Sede de Centros de Estudiantes Secundarios de Argentina, en la ciudad de Río Grande (Tierra del Fuego).[9]
- Lleva su nombre la casa de los estudiantes en la Universidad Nacional de Lanús.
- Lleva su nombre una agrupación estudiantil del ISFD N° 39 de Vicente López (Buenos Aires).
- Lleva su nombre el centro de estudiantes de la EES N°70 en La Plata.
- Lleva su nombre el centro de estudiantes del Instituto Magdalena Abrain en Lanús.
- Lleva su nombre la escuela n°16 de enseñanza secundaria de Presidente Derqui partido de Pilar, Bs As.
- Lleva su nombre la escuela n°9 de enseñanza secundaria de Pablo Podestá, partido de 3 de Febrero, Bs As.

- Lleva su nombre un mural en San Vicente (villa Dominico)

- Lleva su nombre el centro de estudiantes del Instituto Modelo Almafuerte, Merlo, Buenos Aires. Fundado por: Nahuel Zunino, Agustin Chenna, Serena Angulo Frechero y Ramiro Sosa.
- Lleva su nombre la calle 8 entre 59 y 60 de La Plata.[10]
- Lleva su nombre la Escuela de Educación Secundaria N° 61 de Florencio Varela.
- Lleva su nombre el centro de estudiantes del Instituto superior de formación docente n°16 Juana Manso de Saladillo, Buenos Aires